# پسری به نام سو
«پسری به نا سو» (انگلیسی: A boy named Sue) شعری از شل سیلورستاین است که توسط جانی کش اجرا و مشهور شد. «کش» در زمان اوجش این آهنگ به صورت زنده اجرا کرد. این آهنگ بخشی از آلبومِ «زندان ایالتی سن کوئینتین» است که در ۲۴ فوریه ۱۹۶۹ عرضه شد. این آهنگ که بخشی از کنسرتی است که «کش» در تلویزیون اجرا کرد. صوت این اجرا نیز بعداً در در آلبوم در سن‌کوئینتین منتشر شد. همچنین «کش» این آهنگ را بار دیگر در مدیسون اسکوار گاردن در دسامبر همان سال اجرا کرد. «پسری به نام سو» (یا پسری که سو نام گرفت) به بیلبورد ۱۰۰ راه یافت و تنها آهنگی از جانی کش است که به ۱۰ آهنگِ تکیِ برتر دست یافت و سه هفته در رتبهٔ دوم باقی ماند. این آهنگ برترین آهنگ سبک کانتری بیلبورد و آهنگ برترِ سبک بزرگسال در سال ۱۹۶۹ بود
«شل سیلوراستاین» نیز در همان سال تک‌اهنگی به همین نام را منتشر کرد. این آهنگ تحتِ آلبومِ «پسری به نام سو (و سایر آهنگ‌های کانتریش)» تحتِ تهیه‌کنندگی «چت آتکینز» و «فلتون جارویس» منتشر شد.

## برش
آهنگ داستان مرد جوانی را روایت می‌کند که سفری را برای انتقام از پدرش آغاز می‌کند. پدری که وی را در ۳ سالگی ترک کرده و تنها یادگارش نامی است که برای باقی عمر پسرک روی او گذاشته: «سو». نامی دخترانه که مرد جوان را در زندگی‌اش دچار مشکل کرده. وی توسط سایرین مورد تمسخر و اذیت و آزار کسانی که در سفر وی را می‌بیند، قرار می‌گیرد. به همین دلیل وی با دشواری، بدی بزرگ شده‌است. وی به دلیل شرم از نامش، دائماً جایش را عوض می‌کند. با عصبانیتی که از مشکلات و بی‌احترامی‌هایی که دیده سوگند می‌خورد که پدرش را بیابد و وی را به خاطر «نام مزخرف» ی که رویش گذاشته، بکشد.
«سو» پدرش را در میخانه‌ایی در گاتلینبرگ، تنسی، در میانه‌های تابستان، می‌یابد. پیش می‌رود و می‌گوید: «اسم من سو است! چطور تونستی؟ حالا باید بمیری!» پس از این فریاد خشمگینانه، وی را در در میخانه به خیابان گلی بیرون می‌اندازد. بعد از کت‌کاری این دو، پدرِ سو اقرار می‌کند که از سر عشق به فرزند نامشروعش این نام را به وی داده چراکه می‌دانسته نمی‌تواند پیش وی بماند، برای همین این اسم را روی وی گذاشته تا قوی بار بیاید. بعد از این موضوع، سو پدرش را می‌بخشد و با هم رفیق می‌شوند. «سو» با این درسی آموخت، آهنگ را این گونه به پایان می‌برد که نامِ پسرش را «بیل یا جورج یا هر کوفتِ دیگری بذارم، به جز سو! هنوز از این اسم متنفرم!».

## ساختار
این آهمگ دارای قافیه‌بندی نامعمولِ «A-A-A-B-C-C» دارد و شبیه سبکِ «گفتگومانند» از تاکینگ بلوز است.

## الهام بخشی
شل سیلوراستاین هستهٔ مرکزی این آهنگ را از طنزگویی به نام جین شپرد الهام گرفته‌است. چراکه وی نیز اغلب به خاطر نام زنانه‌اش مورد تمسخر قرار می‌گرفت.
عنوان نیز از دادستانی به نام سو کی هیکز از مدیسونویلی، تنسی گرفته شده‌است. وی پس از مرگ مادرش در زمان تولد وی، به یادش «سو» نام گرفت.
«جانی کش» در زندگی‌نامه‌اش که به قلم خود نوشته، بیان کرده‌است که وی متن این آهنگ را تازه دریافت کرده بود و یکی-دوبار از رویش خوانده بود.

## جدول‌های موسیقی
| جدول (۱۹۶۹)                                    | بهترین جایگاه |
| ---------------------------------------------- | ------------- |
| استرالیا (گو-ست)                               | ۲             |
| تک‌آهنگ‌های برتر کانادا (آرپی‌ام)                 | ۳             |
| قطعات کانتری کانادا (آرپی‌ام)                   | ۱             |
| موسیقی معاصر بزرگسالان کانادا (آرپی‌ام)         | ۱             |
| ایرلند (ایرما)                                 | ۳             |
| هلند (۱۰۰ تک‌آهنگ برتر)                         | ۱۳            |
| آفریقای جنوبی                                  | ۱۳            |
| تک‌آهنگ‌های بریتانیا (اوسی‌سی)                    | ۴             |
| تک‌آهنگ‌های داغ کانتری بیلبورد ایالات متحده      | ۱             |
| بیلبورد هات ۱۰۰ ایالات متحده                   | ۲             |
| قطعات داغ بزرگسالان معاصر بیلبورد ایالات متحده | ۱             |
| ۱۰۰ آهنگ برتر کش باکش ایالات متحده             | ۲             |

| جدول (۱۹۶۹)                            | جایگاه |
| -------------------------------------- | ------ |
| کانادا                                 | ۴۹     |
| ۱۰۰ آهنگ داغ بیلبورد ایالات متحده      | ۳۶     |
| بزرگسالان معاصر ایالات متحده (بیلبورد) | ۴۰     |
| کش باکس ایالات متحده                   | ۳۴     |

## گواهینامه‌ها
| منطقه                                                                       | گواهی | واحد گواهی‌شده/فروش |
| --------------------------------------------------------------------------- | ----- | ------------------ |
| بریتانیا (بی‌پی‌آی)                                                           | نقره  | ۲۰۰٬۰۰۰            |
| ایالات متحده (آرآی‌ای‌ای)                                                     | طلا   | ۱٬۰۰۰٬۰۰۰^         |
| ^ رقم توزیع تنها بر پایهٔ گواهی‌ها. · رقم فروش+پخش جاری تنها بر پایهٔ گواهی‌ها. |       |                    |

## تأثیر بر فرهنگ عمومی
در فیلمیِ «سوینگرز» یکی از شخصیت‌های نامِ «سو» داشت. در توضیحش به دیگری گفت: «پدرم یکی از طرفداران جانی کش بود». همچنین در آهنگ‌هایِ «یک دقیقه داغ» و «استادیون آرکادیوم» اثر «فلفل‌های قرمز سوزان» از این آهنگ یاد شده‌است.
در قسمتِ «پسری به نام سو» از مجموعهٔ آزمایشگاه دکستر «مندراک» به یاد می‌آورد که پدر و مادر هیپی‌اش وی را در بچگی «سوزان» نامیده بودند و وی بعدها از طریق علم متوجه پسر بودنش می‌شود.
آهنگِ «خلبانان معبد سنگی» در مصرع دومش از «پسری به نام سو» یاد می‌کند.

## پیوند
- متنِ‌آهنگ